# UEFA Fair Playklassement
Het UEFA's Fair Playklassement werd door de UEFA gebruikt om drie plaatsen voor de eerste voorronde van de UEFA Europa League te verdelen. Dit deden zij sinds 1999.

## Clubs
De clubs die zich plaatsten voor de eerste voorronde van de UEFA Cup kwamen uit de voetbalbond die het klassement gewonnen had en twee uitgelote voetbalbonden. De club waar het om ging had het nationale Fair Play klassement gewonnen of was de hoogst geëindigde club die zich niet voor de UEFA Cup of Champions League had geplaatst.

### Regelgeving loting tot 2008
De deelnemende voetbalbonden aan de loting waren de voetbalbonden die over de wedstrijden een gemiddelde van 8 of hoger hadden in het Fair Play klassement. Daarnaast moesten de landen het door de UEFA gestelde minimumlimiet aan wedstrijden hebben gehaald, dit aantal was per seizoen verschillend. Deze regels golden ook in het systeem vanaf 2009 voor de nummers 1, 2 en 3 van het klassement.

## Klassement
De ranglijst werd opgemaakt door de sportiviteit van teams die representatief waren van een voetbalbond. De wedstrijden waarover de ranglijst werd opgemaakt waren de wedstrijden gespeeld door de representatieve teams in een UEFA competitie tussen 1 juni van het ene jaar tot 31 mei van het volgende jaar. Deze representatieve teams waren clubs en nationale elftallen (zowel mannen als vrouwen en jeugd).

### Punten
Er kon per wedstrijd een puntentotaal tussen de 0 en de 10 worden gehaald en in de ranglijst stond het gemiddelde over de wedstrijden.

#### Aandachtspunten
De teams werden op de volgende punten beoordeeld.
- Gele en rode kaarten: Dit was het meest objectieve aandachtspunt: er werden vooraf 10 punten gegeven en voor een gele kaart werd er een punt afgetrokken en voor een rode (of twee keer geel) 3.
- Positief spel: maximaal 10 punten, minimaal 1.
- Respect voor de tegenstander (b.v. bal terugspelen naar een tegenstander bij een ingooi): maximaal 5, minimaal 1.
- Respect voor de scheidsrechter: maximaal 5, minimaal 1.
- Gedrag van trainer, assistent-trainer, verzorger, etc. : maximaal 5, minimaal 1
- Gedrag fans (bij een behoorlijk aantal): maximaal 5, minimaal 1.

Het totaal aantal punten moest gedeeld worden door een tiende van het maximum: dit leverde het cijfer voor de wedstrijd op.

## Winnaars
De vermelde clubs zijn clubs die mochten deelnemen aan de UEFA Cup/Europa League. Dit zijn clubs die het hoogste zijn geëindigd in de Fair-Playklassement van hun land die niet al op een andere wijze zijn geplaatst voor het Europese voetbal, van afzagen of werden uitgesloten van deelname door de lokale bond.
| Jaar | Winnaar                         | Geloot                   | Geloot                          |
| ---- | ------------------------------- | ------------------------ | ------------------------------- |
| 1995 | Noorwegen Viking FK             | Engeland Leeds United    | Luxemburg Avenir Beggen         |
| 1996 | Zweden Malmö FF                 | Rusland CSKA Moskou      | Finland FC Jazz Pori            |
| 1997 | Noorwegen SK Brann              | Engeland Aston Villa     | Zweden Örebro SK                |
| 1998 | Engeland Aston Villa            | Finland FinnPa Helsinki  | Noorwegen Molde FK              |
| 1999 | Schotland Kilmarnock FC         | Noorwegen FK Bodø/Glimt  | Estland JK Tulevik Viljandi     |
| 2000 | Zweden IFK Norrköping           | België K. Lierse S.K.    | Spanje Rayo Vallecano           |
| 2001 | Wit-Rusland Sjachtjor Salihorsk | Finland MyPa             | Slowakije FK Matador Púchov     |
| 2002 | Noorwegen SK Brann              | Engeland Ipswich Town    | Tsjechië SK Sigma Olomouc       |
| 2003 | Engeland Manchester City        | Frankrijk RC Lens        | Denemarken Esbjerg fB           |
| 2004 | Zweden Östers IF                | Armenië MIKA Asjtarak    | Oekraïne Illitsjivets Marioepol |
| 2005 | Noorwegen Viking FK             | Duitsland FSV Mainz 05   | Denemarken Esbjerg fB           |
| 2006 | Zweden Gefle IF                 | België KSV Roeselare     | Noorwegen SK Brann              |
| 2007 | Zweden BK Häcken                | Finland MyPa             | Noorwegen Lillestrøm SK         |
| 2008 | Engeland Manchester City        | Duitsland Hertha BSC     | Denemarken FC Nordsjælland      |
| Jaar | Winnaar                         | Nummer 2                 | Nummer 3                        |
| 2009 | Noorwegen Rosenborg BK          | Denemarken Randers FC    | Schotland Motherwell FC         |
| 2010 | Zweden Gefle IF                 | Denemarken Randers FC    | Finland MyPa                    |
| 2011 | Noorwegen Aalesunds FK          | Engeland Fulham          | Zweden BK Häcken                |
| 2012 | Noorwegen Stabæk                | Finland MyPa             | Nederland FC Twente             |
| 2013 | Zweden Gefle IF                 | Noorwegen Tromsø IL      | Finland IFK Mariehamn           |
| 2014 | Noorwegen Tromsø IL             | Zweden IF Brommapojkarna | Finland MyPa-47                 |
| 2015 | Nederland Go Ahead Eagles       | Engeland West Ham United | Ierland UCD                     |

## Prestaties in de UEFA cup en Europa League
De clubs die via het Fair Play klassement mochten deelnemen aan de UEFA cup en vanaf 2009 aan de Europa League presteerden over het algemeen slecht, zie het volgende overzicht.

### Voorrondes
Tot 2004 had de UEFA cup een voorronde, sindsdien heeft de UEFA cup twee voorrondes. Nadat de UEFA Cup van naam veranderde in 2009 waren er 4 voorrondes. In totaal werden er 17 clubs in de voorrondes uitgeschakeld waarvan 8 in de eerste voorronde, 7 in de tweede voorronde en 2 clubs in de derde voorronde.
De volgende clubs werden in de eerste voorronde uitgeschakeld:
- JK Viljandi Tulevik (1999) door Club Brugge, 5-0 over twee wedstrijden.
- Sjachtjor Salihorsk (2001) door CSKA Sofia, 5-2 over twee wedstrijden.
- MyPa (2001) door Helsingborgs IF, 5-2 over twee wedstrijden.
- SK Brann (2002) door FK Sūduva, 6-4 over twee wedstrijden.
- SK Sigma Olomouc (2002) door FK Sarajevo, na strafschoppenserie.
- MIKA Asjtarak (2004) door Boedapest Honvéd FC, 2-1 over twee wedstrijden.
- Gefle IF (2006) door Llanelli AFC, 2-1 over twee wedstrijden.
- Lillestrøm SK (2007) door UN Käerjeng 97 op uitdoelpunten.
- Stabæk IF (2012) door JJK Jyväskylä, 4-3 over twee wedstrijden.

In de tweede voorronde werden de volgende clubs uitgeschakeld:
- Illitsjivets Marioepol (2004) door FK Austria Wien, 3-0 over twee wedstrijden.
- Östers IF (2004) door FHK Liepājas Metalurgs, op uitdoelpunten.
- Esbjerg fB (2005) door Tromsø IL, na strafschoppenserie.
- KSV Roeselare (2006) door Ethnikos Achna FC, 6-2 over twee wedstrijden.
- SK Brann (2006) door Åtvidabergs FF, op uitdoelpunten.
- MyPa (2007) door Blackburn Rovers FC, 3-0 over twee wedstrijden.
- Rosenborg BK (2009) door FK Qarabağ, 1-0 over twee wedstrijden.
- Gefle IF (2010) door Dinamo Tbilisi, 4-2 over twee wedstrijden.
- MyPa (2012) door Rapid Boekarest, 2-0 over twee wedstrijden.

In de derde voorronde werden de volgende clubs uitgeschakeld:
- Motherwell FC (2009) door Steaua Boekarest, 6-1 over twee wedstrijden.
- Randers FC (2009) door Hamburger SV, 4-1 over twee wedstrijden.
- MyPa (2010) door FC Timişoara, 5-4 over twee wedstrijden.
- Randers FC (2010) door Lausanne Sports, 4-3 over twee wedstrijden.
- BK Häcken (2011) door CD Nacional, 4-2 over twee wedstrijden.

En in de play-offronde werden de volgende clubs uitgeschakeld:
- Aalesunds FK (2011) door AZ, 7-2 over twee wedstrijden.

### Hoofdtoernooi
De meeste clubs die de voorronde(s) doorkwamen werden in de eerste ronde uitgeschakeld. Slechts zeven clubs hebben de tweede ronde bereikt. Van deze clubs kwamen alleen Rayo Vallecano (2000/01) en Manchester City (2008/09) verder, zij reikten beide tot aan de kwartfinale. Hieronder het volledige overzicht van clubs die het hoofdtoernooi bereikten.
Uitgeschakeld in de eerste ronde:
- Kilmarnock FC (1999) door 1. FC Kaiserslautern, 5-0 over twee wedstrijden.
- FK Bodø/Glimt (1999) door SV Werder Bremen, 6-1 over twee wedstrijden.
- K. Lierse SK (2000) door Girondins de Bordeaux, 5-1 over twee wedstrijden.
- IFK Norrköping (2000) door FC Slovan Liberec, 4-3 over twee wedstrijden.
- FK Matador Púchov (2001) door SC Freiburg, 2-1 over twee wedstrijden.
- Esbjerg fB (2003) door FC Spartak Moskou, 3-1 over twee wedstrijden.
- FSV Mainz 05 (2005) door Sevilla FC, 2-0 over twee wedstrijden.
- BK Häcken (2007) door Spartak Moskou, 8-1 over twee wedstrijden.
- FC Nordsjælland (2008) door Olympiakos Piraeus, 7-0 over twee wedstrijden.
- Fulham FC (2011), derde in een groep met FC Twente, Wisła Kraków en Odense BK.
- FC Twente (2012), vierde in een groep met Hannover 96, Levante UD en Helsingborgs IF.

Uitgeschakeld in de tweede ronde:
- Ipswich Town FC (2002) door FC Slovan Liberec, na strafschoppenserie.
- RC Lens (2003) door Gaziantepspor, 6-1 over twee wedstrijden.
- Manchester City FC (2003) door Dyskobolia Grodzisk Wielkopolski, op uitdoelpunten.
- Viking FK (2005), vierde in een groep met AS Monaco, Hamburger SV, Slavia Praag en CSKA Sofia.
- Hertha BSC Berlin (2008), vierde in een groep met Metalist Charkov, Galatasaray SK, Olympiakos Piraeus en SL Benfica.

uitgeschakeld in de kwartfinale:
- Rayo Vallecano (2000) door Deportivo Alavés, 4-2 over twee wedstrijden.
- Manchester City FC (2008) door Hamburger SV, 4-3 over twee wedstrijden.